# تیزآباد (سرچهان)
تیزآباد یک روستا در ایران است که در شهرستان سرچهان استان فارس واقع شده‌است.

## جمعیت
این روستا در دهستان توجردی قرار دارد و براساس سرشماری مرکز آمار ایران در سال ۱۳۸۵، جمعیت آن ۲۱ نفر (۵ خانوار) بوده‌است.